# Ramon Puig i Marcó
Ramon Puig i Marcó (Barcelona, 5 d'abril de 1870 - ibídem, 26 d'abril de 1942) fou empresari tèxtil i fotògraf català.

## Biografia
Va néixer al carrer Hospital de Barcelona el 5 d'abril de 1870, fill de Francesc Puig i Pons, de Barcelona, i de Clara Marcó i Martí, també de Barcelona(enllaç 1868), es van traslladar a viure al barri de La Salut de Gràcia on es va casar i va viure fins el seu darrer dia, el 26 d'abril de 1942.
Professionalment era copropietari d'una indústria tèxtil de Masnou, la fàbrica de lones "Industrial Lonera"''. Aquesta empresa coneguda anteriorment com a "Can Xala" i que van adquirir al 1911 en societat amb Juan Piserra i Alfred Riera i fills. Estava ubicada al carrer Lluís Millet, Huertas i Fuentes (actual Mossén Jacint Verdaguer) i el carrer Pau Estapé. A cavall dels dos segles s’inicià el desenvolupament de la indústria del gènere de punt, en un moment en què la fabricació de teixits de cotó entrava en crisi i en un àmbit territorial amb un teixit empresariat consolidat i lligat al ram tèxtil.
La seva gran afició però fou la fotografia, i instal·là un laboratori a l'altell de la casa familiar, al carrer Clavell de Barcelona. Al llarg de la seva vida va produir un important fons fotogràfic, que evidencia la qualitat tècnica i artística que assumiren els aficionats. Algunes de les seves fotos van ser exposades a l'exposició: Galeria de retrats de l'Arxiu Nacional de Catalunya. Sant Cugat del Vallès, l'abril de 2000, i actualment formen part del fons de consulta d'Europeana.
Es va casar amb Francesca Molgosa i Planas, filla de Ramón Molgosa i Pons - Dolors Planas i Mestre. Varen tenir una filla Concepció Puig i Molgosa (1903-1992). El seu sogre i els seus cunyats, relacionats amb el mon de la música i el teatre Josep Oriol Molgosa i Valls, Conrad Molgosa i Planas i Josep Oriol Molgosa i Planas. Fou cosí germà de l'actriu Rosa Cazurro i Marcó (1857-1936), que era filla de Teresa Marcó, germana de la seva mare Clara Marcó.

## Fons personal
El seu fons personal va restar en el domicili particular de la família al carrer Clavell fins a l'ingrés a l'Arxiu Nacional de Catalunya. La part principal del fons va ingressar per compravenda signada entre el conseller de Cultura Joan Guitart i Agell i la senyora Elisa Castells i Puig (1939-2024), el 12 de novembre de 1991. Posteriorment el febrer de 2000, la mateixa Elisa Castells, incrementà el fons amb la donació de la resta de la documentació en representació d'ella mateixa i de la seva germana Conxita Castells i Puig (1927-2009). El fons aplega d'una banda les fotografies dels membres de la família encarregades a diferents estudis fotogràfics (Napoleón, Areñas, Esplugas, Audouard, Roig) i d'altra la producció feta per un d'aquests membres, Ramon Puig i Marcó i entre la que destaques els retrats i les escenes costumistes i familiars, conjuntament amb altres fotografies familiars d'altres autors.